# Medininkai
Medininkai és un llogaret de Lituània, situat a 26 km de Vílnius (Lituània) a 2 km de la frontera amb Belarús. Segons el cens 2001, el llogaret tenia 508 habitants. D'acord amb un informe de 2010, tenia 1.374 habitants, dels quals 92,3% eren polonesos, 3,2% de lituans, i el 2,9% russos.

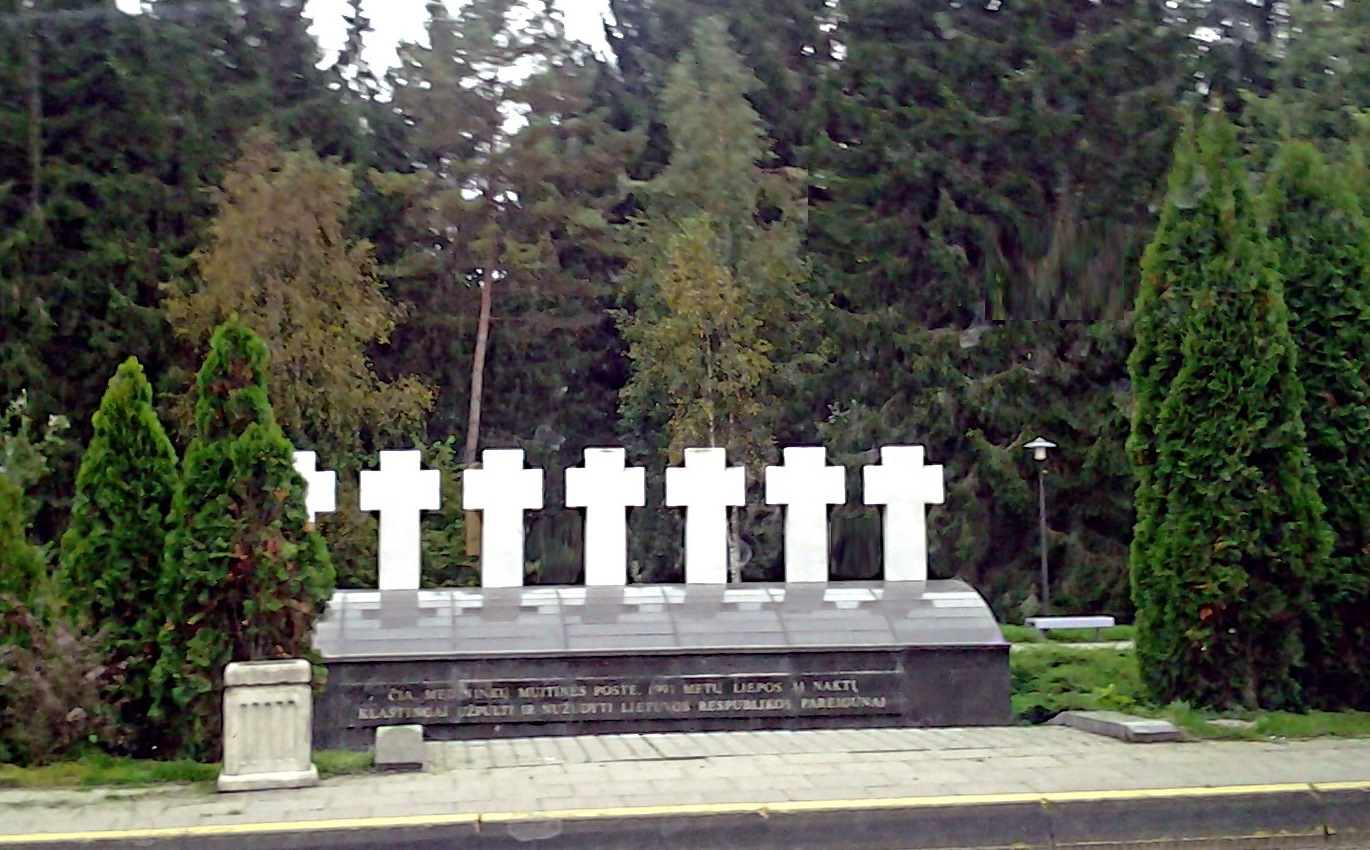
Monument als set funcionaris de duanes afusellats el 31 de juliol de 1991.

El poble està situat en la serralada de les Terres Altes de Medininkai, a prop dels punts més alts de Lituània - el turó Juozapinė i el turó Aukštojas. És conegut pel castell de Medininkai. El 31 de juliol de 1991, el lloc fronterer va ser atacat per les forces soviètiques OMON. Set funcionaris de duanes lituans van ser afusellats estant l'únic supervivent de la massacre Tomas Šernas.